# Pista da bob e slittino di Sinaia

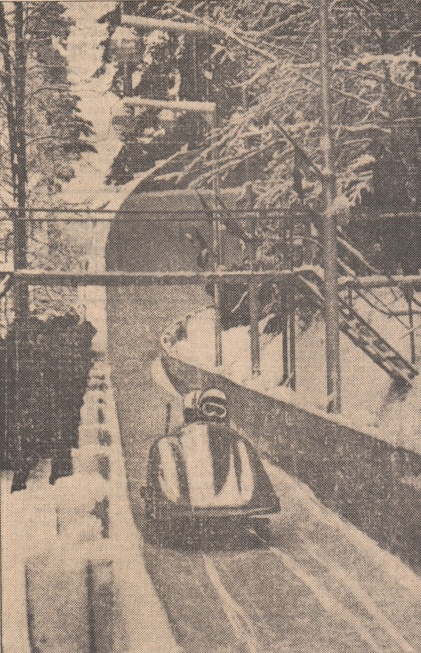
La pista di Sinaia dopo la curva 13 verso il traguardo, nel 1977.

La pista da bob e slittino di Sinaia è stato un tracciato situato a Sinaia, unica pista per bob e slittino in Romania approvata dalla federazione internazionale.

## Storia
La pista venne realizzata in cemento tra il 1974 e il 1976 e utilizzava la ghiacciatura naturale. La lunghezza della pisra era di 1500 m, con un dislivello di 137 m e 13 curve. La pendenza massima era del 14.25% e la pendenza media del 8,93%.
Il 24 e 25 gennaio 1976 ospitò il Campionato europeo giovanile di bob davanti a 30.000 spettatori. Nel 1977, avrebbe dovuto svolgersi a Sinaia il Campionato europeo, ma le alte temperature fecero annullare l'evento.
Negli anni 1990 e 2000 la pista andò sempre degradandosi per la mancanza di manutenzione, cosicché la partenza venne sposrara alla curva 5. Dal 2007 i campionati nazionali si svolgono all'estero e la Nazionale di bob della Romania si allena fuori dal paese. In seguito, la pista di Sinaia fu abbandonata, cadendo in rovina.